# Goniogryllus glaber
Goniogryllus glaber is een rechtvleugelig insect uit de familie krekels (Gryllidae). De wetenschappelijke naam van deze soort is voor het eerst geldig gepubliceerd in 1992 door Wu & Wang.